# Magnus Kofod Andersen
Magnus Kofod Andersen (Hundested, Noruega, 10 de mayo de 1999) es un futbolista danés. Su posición es la de mediocampista y su club es el A. C. Sparta Praga de la Liga de Fútbol de la República Checa.

## Trayectoria

### FC Nordsjælland
Su debut con el primer equipo fue el 17 de julio de 2017 en un partido de liga ante el Odense BK entrando de cambio al minuto 74' por Mathias Jensen, al final su equipo terminaría ganando en el encuentro por marcador de uno a dos.

### Venezia F. C.
El 26 de mayo de 2022 se hizo oficial su llegada al Venezia F. C. firmando un contrato hasta 2025 con opción a un año más.

## Estadísticas

### Clubes
Actualizado al último partido jugado el 4 de mayo de 2025.
| FC Nordsjælland Dinamarca | 1.ª           | 2017-18       | 33  | 0 | - | - | - | - | 33  | 0 | 0    |
| FC Nordsjælland Dinamarca | 1.ª           | 2018-19       | 31  | 0 | 1 | 0 | 4 | 1 | 36  | 1 | 0,03 |
| FC Nordsjælland Dinamarca | 1.ª           | 2019-20       | 36  | 1 | 1 | 0 | - | - | 37  | 1 | 0,03 |
| FC Nordsjælland Dinamarca | 1.ª           | 2020-21       | 32  | 4 | - | - | - | - | 32  | 4 | 0,13 |
| FC Nordsjælland Dinamarca | 1.ª           | 2021-22       | 24  | 0 | 2 | 0 | - | - | 26  | 0 | 0    |
| FC Nordsjælland Dinamarca | Total club    | Total club    | 156 | 5 | 4 | 0 | 4 | 1 | 164 | 6 | 0,04 |
| Venezia F. C. · Italia | 2.ª           | 2022-23       | 27  | 0 | 0 | 0 | - | - | 27  | 0 | 0    |
| Venezia F. C. · Italia | 2.ª           | 2023-24       | 23  | 0 | 1 | 0 | - | - | 24  | 0 | 0    |
| Venezia F. C. · Italia | 1.ª           | 2024-25       | 14  | 1 | 1 | 0 | - | - | 15  | 1 | 0,07 |
| Venezia F. C. · Italia | Total club    | Total club    | 64  | 1 | 2 | 0 | 0 | 0 | 66  | 1 | 0,02 |
| A. C. Sparta Praga · República Checa | 1.ª           | 2024-25       | 9   | 0 | 2 | 0 | - | - | 11  | 0 | 0    |
| A. C. Sparta Praga · República Checa | Total club    | Total club    | 9   | 0 | 2 | 0 | 0 | 0 | 11  | 0 | 0    |
| Total carrera | Total carrera | Total carrera | 229 | 6 | 8 | 0 | 4 | 1 | 241 | 7 | 0,04 |
| (1) Incluye datos de Copa de Dinamarca y Copa Italia. (2) Incluye datos de Liga Europa de la UEFA y Liga Europa Conferencia de la UEFA. (3) No incluye goles en partidos amistosos. |               |               |     |   |   |   |   |   |     |   |      |

### Selección de Noruega
Actualizado al último partido jugado el 7 de septiembre de 2021.
| Selección        | Año   | Eliminatorias | Eliminatorias | Eliminatorias | Continental | Continental | Continental | Mundial | Mundial | Mundial | Amistosos | Amistosos | Amistosos | Total | Total | Total  | Media goleadora |
| Selección        | Año   | Part.         | Goles         | Asist.        | Part.       | Goles       | Asist.      | Part.   | Goles   | Asist.  | Part.     | Goles     | Asist.    | Part. | Goles | Asist. | Media goleadora |
| ---------------- | ----- | ------------- | ------------- | ------------- | ----------- | ----------- | ----------- | ------- | ------- | ------- | --------- | --------- | --------- | ----- | ----- | ------ | --------------- |
| Sub-18 Dinamarca |       |               |               |               |             |             |             |         |         |         |           |           |           |       |       |        |                 |
| 2017             | —     | —             | —             | —             | —           | —           | —           | —       | —       | 2       | 0         | 0         | 2         | 0     | 0     | 0      |                 |
| Total            | 0     | 0             | 0             | 0             | 0           | 0           | 0           | 0       | 0       | 2       | 0         | 0         | 2         | 0     | 0     | 0      |                 |
| Sub-19 Dinamarca |       |               |               |               |             |             |             |         |         |         |           |           |           |       |       |        |                 |
| 2017             | —     | —             | —             | 2             | 0           | 0           | —           | —       | —       | 3       | 0         | 0         | 4         | 0     | 0     | 0      |                 |
| 2018             | —     | —             | —             | 2             | 0           | 0           | —           | —       | —       | —       | —         | —         | 2         | 0     | 0     | 0      |                 |
| Total            | 0     | 0             | 0             | 4             | 0           | 0           | 0           | 0       | 0       | 2       | 0         | 0         | 6         | 0     | 0     | 0      |                 |
| Sub-21 Dinamarca |       |               |               |               |             |             |             |         |         |         |           |           |           |       |       |        |                 |
| 2018             | —     | —             | —             | —             | —           | —           | —           | —       | —       | 2       | 0         | 0         | 2         | 0     | 0     | 0      |                 |
| 2019             | —     | —             | —             | 7             | 0           | 0           | —           | —       | —       | 6       | 0         | 0         | 13        | 0     | 0     | 0      |                 |
| 2020             | —     | —             | —             | 5             | 0           | 0           | —           | —       | —       | 1       | 0         | 0         | 6         | 0     | 0     | 0      |                 |
| 2021             | —     | —             | —             | 4             | 0           | 0           | —           | —       | —       | —       | —         | —         | 4         | 0     | 0     | 0      |                 |
| Total            | 0     | 0             | 0             | 16            | 0           | 0           | 0           | 0       | 0       | 9       | 0         | 0         | 25        | 0     | 0     | 0      |                 |
| Total            | Total | 0             | 0             | 0             | 20          | 0           | 0           | 0       | 0       | 0       | 13        | 0         | 0         | 33    | 0     | 0      | 0               |
| 1. 2.            |       |               |               |               |             |             |             |         |         |         |           |           |           |       |       |        |                 |